# 代数逻辑
在數理邏輯中，代數邏輯使用抽象代數方法形式化邏輯。

## 邏輯作為代數構成的模型
代數邏輯把邏輯當作特定代數結構構成的模型(解釋、釋義)，特別是作為格構成的模型，并因而是序理論的分支。
在代數邏輯中:
- 變量默許的全稱量化於某個論域之上。這里沒有存在量化變量或開放公式；
- 項使用基本和定義的運算從變量建造。這里沒有連結詞；
- 公式用通常方式從項建造，并且如果它們邏輯等價則可以寫成等式。要表達重言式，寫一個公式等于真值真；
- 證明的規則是對相等者的等式代換，和一致替換。肯定前件仍然有效，但很少采用。

在下表中，左列包含一個或多個邏輯或數學系統，它是在右列展示的代數結構構成的模型。這些結構要么是布爾代數要么是它的嚴格擴展。模態邏輯和其他非經典邏輯典型是“帶有算子的布爾代數”所構成的模型。
代數形式主義在至少以下方面超越了一階邏輯:
- 組合子邏輯，有集合論的表達能力；
- 關係代數，可論證為典范代數邏輯，它可以表達皮亞諾算術和多數公理化集合論，包括正規的 ZFC。

| 邏輯系統                | 構成模型的結構                     |
| 经典命题演算            | 林登鲍姆-塔斯基代数 兩元素布爾代數 |
| 直覺命題邏輯            | Heyting代數                        |
| 模態邏輯 K              | 模態代數                           |
| Lewis的 S4              | 內部代數                           |
| Lewis的 S5 一元謂詞邏輯 | 一元布爾代數                       |
| 一階邏輯                | 圓柱代數 多元代數 謂詞函子邏輯     |
| 集合論                  | 組合子邏輯 關係代數                |

## 歷史
代数逻辑有至少两种意义:
- 早年的布尔代数的研究，
- 当代的数理逻辑分支抽象代数逻辑。

第一种含义开始于十九世纪中期的奥古斯都·德·摩根和乔治·布尔的工作，接续于查尔斯·皮尔士，达到顶点于 Ernst Schröder 的工作。模型論的創立者 Leopold Loewenheim 和 Thoralf Skolem 是遵循代數傳統的邏輯學家。塔斯基是現代數理邏輯主要分支之一的集合論上的模型論的創立者，他在 1940 年的论文中重新阐述了 Schröder 的关系代数并简化了它的公理。这个论文可以被认为是现代抽象代数逻辑的起点。
代数逻辑可以证明开始于莱布尼兹在 1680 年代写的许多备忘录中，直到 1903 年才被 Louis Couturat 在莱布尼兹未发表的遗作中找到并出版。他的逻辑学著作在 Parkinson 和 Loemker 1969 年翻译成英語之前很少被研究。
在 1847 年奥古斯都·德·摩根和乔治·布尔独立的出版了开启现代数理逻辑的小册子。他们和后来的查尔斯·皮尔士、Hugh MacColl、弗雷格、皮亚诺、伯特兰·罗素和怀特海都共享了莱布尼兹的合并符号逻辑、数学和哲学的梦想。莱布尼兹方法的顶点被证明为开始于奥古斯都·德·摩根、发展于查尔斯·皮尔士和 Ernst Schröder 的关系代数，并在并塔斯基和他的学生的工作中达到了完全成熟。
上述提到的人物都没有受到莱布尼兹的影响。有一个例外是模态逻辑之父 Clarence Irving Lewis，他在 1918 年出版了莱布尼兹的逻辑学著作的一个重要片段的英文翻译。

## 引用
- Brady, Geraldine, 2000. From Peirce to Skolem: A neglected chapter in the history of logic. North-Holland.
- Ivor Grattan-Guinness, 2000. The Search for Mathematical Roots. Princeton Univ. Press.
- Lenzen, Wolfgang, 2004, "Leibniz’s Logic（页面存档备份，存于）" in Gabbay, D., and Woods, J., eds., Handbook of the History of Logic, Vol. 3: The Rise of Modern Logic from Leibniz to Frege. North-Holland: 1-84.
- Loemker Leroy. . Reidel. 1969 (1956).
- Roger Maddux, 1991, "The Origin of Relation Algebras in the Development and Axiomatization of the Calculus of Relations," Studia Logica 50: 421-55.
- Parkinson, G.H.R., 1966. Leibniz: Logical Papers. Oxford Uni. Press.
- Willard Quine, 1976, "Algebraic Logic and Predicate Functors" in The Ways of Paradox. Harvard Univ. Press: 283-307.
- Zalta, E. N., 2000, "A (Leibnizian) Theory of Concepts（页面存档备份，存于）," Philosophiegeschichte und logische Analyse / Logical Analysis and History of Philosophy 3: 137-183.